# Rune Mields
 (janvier 2022).
Si vous disposez d'ouvrages ou d'articles de référence ou si vous connaissez des sites web de qualité traitant du thème abordé ici, merci de compléter l'article en donnant les références utiles à sa vérifiabilité et en les liant à la section « Notes et références ».
Pour les articles homonymes, voir Mields.
Rune Mields, née en 1935 à Münster (province de Westphalie), est une artiste plasticienne allemande.